# Miltre
Miltre war ein Volumenmaß auf den Ionischen Inseln Korfu und Paros. Es war ein Ölmaß.
- 1 Miltre = 2 Seidel (Wiener) = etwa 707,4 Milliliter